# 羅克普雷里 (密蘇里州)
羅克普雷里（英語：Rock Prairie）是位於美國密蘇里州波爾克縣的非建制地區。

## 地理
羅克普雷里所處的海拔為高於海平面356米（即1168英呎），而該地所採用的時區為UTC-6，即北美中部時區（CST）。同時該地設有夏令時間，為UTC-6調快一小時，即UTC-5（CDT）。